# 全真道
全真道也称全真教，道教的重要派别，由王重陽等人創於金熙宗正隆四年（1159）京兆府終南山劉蔣村，金世宗大定七年（1167）改以山東東路寧海軍（宁海州）等地為中心。元代，張紫陽一系所创立以内丹修炼为主的金丹派（主要是陳上陽）依附全真教，自称南宗，把王重陽这支则称为北宗。金丹派其五位祖師，也被稱為南五祖。

## 歷史
金朝的武官王重陽醉心於钟离权、吕洞宾的思想，1160年開始自行結庵修道，1167年在山東寧海開創了全真派。王重陽仙遊羽化後，弟子七真等人接任掌門。全真教由於地處金國當時的國境之內，所以在劉處玄、丘處機和王處一掌門時，都承認金國的政權。王處一更曾應金世宗的邀請進宮講授道學。
另一方面，蒙古大汗成吉思汗西征時，邀請丘處機前往西域與他會面，詢問治國和養生的方法，丘處機以「敬天愛人」、減少屠殺、清心寡欲等為回應。成吉思汗稱丘處機為「神仙」。因丘處機獲得成吉思汗的尊信，使全真教在元朝得以壯大。
到了李志常后期，由于忽必烈偏信佛教，全真教受到严重打击，全真教刊行《老子化胡經》，說佛教是老子出西域，化身釋迦佛，以教化胡人而創，1257年，全真教道士與佛教僧侣在忽必烈面前辯論，道士敗北，忽必烈下令把《老子化胡經》連同刻版一起焚毀。造成了全真教的一度低落。到元成宗时才重新正常发展。
元代，金丹派陳上陽依附全真教，自称南宗，把王重陽这支称为北宗。金丹派其五位祖師，也被稱為南五祖。与原来的全真道不同的是，南宗人士多不提倡獨身修道。南宗从陈楠开始即兼行雷法，白玉蟾并撰有多种雷法著作。
明朝以后，全真南北两宗多有相互融合。但正一道的復興，使得全真道在明代政治地位一落千丈，但始終代表道教正宗之一。北京西便门外的白云观，是全真教三大祖庭之一，現在是中国道教协会的所在地。

## 教義
全真教的教义总体来说，继承了漢鍾離、吕洞宾的内丹思想。此外，提倡三教合一，三教平等，认为儒家、释教、道教的核心都是“道”。其宗教实践的原则是“苦己利人”、“利人利己”。而且实行出家制度，道士不可婚娶。（历史上如正一道者，多不出家，還世襲尊位。所謂全真教南宗也不提倡出家。）
全真教除了繼承了傳統道教思想以外，更將符籙、金丹等思想以外的內容重新整理，為今時今日的道教奠下了根基。

## 全真五祖
全真教尊奉北宗五位祖師王玄甫、钟离权、吕洞宾、刘海蟾、王重阳为全真五祖，为与南五祖区分，故称「北五祖」（另见五祖七真）。

## 全真諸賢

### 北七真
北七真是全真道的開山祖師王重陽的七個弟子：馬鈺、譚處端、劉處玄、丘處機、王處一、郝大通、孫不二。因其對全真道的傳播和發展有著重大的貢獻，因此獲稱真人。

### 南五祖、南七真
張伯端宣稱於1069年在成都遇到劉海蟾，海蟾並授予張伯端「金液還丹訣」，因此修煉得道。張將此訣傳給石泰，石泰又傳給薛式、薛式傳陳楠、陳楠傳白玉蟾。 
“南五祖”再加上張伯端的弟子劉永年和白玉蟾的弟子彭鶴林，則被奉為“南七真”。

## 歷任掌門
- 第一任：王重陽 （1167-1170年主教）
- 第二任：馬鈺 （1170-1183年主教）
- 第三任：譚處端 （1183-1185年主教）
- 第四任：劉處玄 （1189-1203年主教）
- 第五任：丘處機 （1209-1227年任掌教）
- 第六任：尹志平 （1227-1238年任掌教）
- 第七任：李志常 （1238-1256年任掌教）
- 第八任：張志敬 （1256-1271年任掌教）
- 第九任：王志坦 （1271-1272年任掌教）
- 第十任：祁志誠 （1272-1285年任掌教）
- 第十一任：張志僊 （1285-1308年任掌教）
- 第十二任：苗道一 （1308-1311年任掌教）
- 第十三任：常志清 （1312-1313年任掌教）
- 第十四任：孫德彧 （1313-1320年任掌教）
- 第十五任：蘭道元 （1321-1323年任掌教）
- 第十六任：孫履道 （1323-1328年任掌教）
- 第十七任：苗道一 （1328-1335年任掌教）
- 第十八任：完顏德明 （1335-1362年任掌教）

## 小說中的全真教
在金庸的《射鵰英雄傳》、《神鵰俠侶》裡，全真教被喻為「天下武學正宗」，是當世數一數二的大門派。不只全真教的創始人王重陽是抗金英雄，他的弟子也親宋抗元，但歷史中的全真教卻是依附女真、蒙古的政權。